# 六大以来
《六大以来》是毛泽东在1941年主持编辑的一部中国共产党文件集，这部书分上下两册，收录了从1928年6月中国共产党第六次全国代表大会召开直到1941年11月期间中共中央和主要领导人公开发表的五百余篇文件。中共官方宣稱《六大以来》将毛泽东确立为正确路线的代表，王明、博古、张闻天、周恩来等领导人为错误路线的代表，以中共党内正确路线和错误路线的斗争为主线，并遵循这一主线对所收录的一些历史文献进行了删改。
《六大以来》和其后不久编纂出版的《六大以前》、《两条路线》等文件集，被认为是延安整风运动的前奏。有中共党史研究学者认为，《六大以来》是毛泽东受到《联共（布）党史》的影响，为打击党内政治对手、掌握党内意识形态解释权而炮制的。

## 历史与编纂过程
在编纂《六大以来》之前，中国共产党正在延安展开学习运动。学习运动初期，学习马列主义原著和马克思主义原理成为主流，以王明代表的中共留苏派领导人逐渐主导了学习运动和中共中央的宣传机构。毛泽东针对这种状况，希望将学习运动的重心转移到中共的历史问题上来，以主导运动的方向，削弱留苏派在党内的影响，《六大以来》便是在这样的背景下编纂的。中共六大召开于1928年，之后十余年间没有中共召开过全国代表大会，其间经历了遵义会议、长征等重大变故。中共中央的领导权也从博古、张闻天等留苏派逐渐转移到毛泽东的手中。收集和选编六大以来党的文件和领导人著作，突出留苏派领导人在历史上所犯的错误，强调毛泽东的正确理论，有助于毛泽东巩固其在党内的地位，从留苏派领导人手中夺回宣传机构的主导权。
《六大以来》从1940年冬季开始编纂，在胡乔木、王首道的协助下，毛泽东花费半年时间，于1941年出版上册。该书出版后，在延安高层产生很大影响，1941年9月，中共中央政治局扩大会议，王明等人在会议中承认犯了教条主义错误，随后留苏派领导人在中共宣传部门的领导权被剥夺，不久整风运动开始。《六大以来》在这一系列政治事件中起了举足轻重的作用，胡乔木曾经回忆：
1. “当时没有人提出过四中全会后的中央存在着一条‘左’倾路线。现在把这些文件编出来，说那时中央一些领导人存在主观主义、教条主义就有了可靠的根据。有的人就哑口无言了。毛主席怎么同‘左’倾路线斗争，两种领导前后一对比，就清楚看到毛主席确实代表了正确路线，从而更加确定了他在党内的领导地位。”
2. “编辑《六大以来》，就是为了解决政治路线问题。”
3. “《六大以来》成了党整风的基本武器。”

## 内容
《六大以来》共收录历史文献519篇，280万字，收录文章起自1928年6月，止于1941年11月。其中毛泽东的文章最多，共55篇；刘少奇的文章4篇，周恩来的文章1篇，还收录了大量由王明、博古、张闻天等人起草的中央文件。
有从事中共党史研究的学者在比较历史文献后认为，《六大以来》对收录的文献进行了刻意的取舍和剪裁，部分文件还被窜改。该书突出了毛泽东为首的正确路线和留苏派为首的左倾教条主义路线的斗争，入选的文献也都是围绕着这个主题展开，学者指出，毛泽东有意疏漏了一些他本人撰写的文章，这些文章的内容多是关于苏区肃反和土地政策的；六大之后中共中央的一些文件以及一些文件的一些章节，也没有编入《六大以来》。

## 版本
《六大以来》共有“全集本”和“选集本”两种版本。全集本于1941年12月在延安首次印刷，共印制500册，仅分发中共中央机构，不对个人发行。1947年中共中央撤离延安时销毁了几乎所有全集本《六大以来》，仅由中共中央办公厅保留数册。1952年和1980年，中共中央办公厅两次重印选集本，为内部发行。选集本是在全集本基础上摘录而成，面向中共高级干部发行。中央档案馆曾经在1990年以《中共中央文件选集》的形式重新发行选集本。